# Рафф, Рудольф
Рудольф Рафф (Rudolf (Rudy) A. Raff; 1942, Шавиниган, Канада — 5 января 2019) — американский эволюционный биолог, пионер эволюционной биологии развития. Заслуженный эмерит-профессор Индианского университета в Блумингтоне, где проработал почти полвека, член Американской академии искусств и наук (2000).

## Биография
Родился в семье химика-полимерщика, получившего докторскую степень в Венском университете и эмигрировавшего из Австрии в 1938 году, и врача. В 1949 году семья перебралась в Питтсбург. Спустя десять лет, в 1959 году Рудольф оставил его поступив в Университет штата Пенсильвания, будучи зачислен на службу вневойсковой подготовки офицеров резерва (Navy Reserve Officer Training Corps).
Степень доктора философии получил в 1967 году в Университете Дьюка. Затем являлся постдоком в National Naval Medical Center и MIT — до 1971 года, когда поступил ассистент-профессором на кафедру биологии Индианского университета в Блумингтоне, откуда ушёл в отставку в 2018 году, её заслуженный именной эмерит-профессор (именной профессор James H. Rudy Professor с 2000 года, заслуженный Distinguished с 2002 года). Он также создатель в 1983 году и директор Indiana Molecular Biology Institute.
Один из основателей и шеф-редактор Evolution & Development.
Член Американской ассоциации содействия развитию науки (2011).
Автор книги «Once We All Had Gills» (2012, ISBN 978-0-253-00235-8) и др.

## Награды и отличия
- Стипендия Гуггенхайма (1987)[7]
- A.O. Kovalevsky Medal[англ.], St. Petersburg Society of Naturalists (2001)
- Sewall Wright Award[англ.], American Society of Naturalists (2004)
- Daniel Giraud Elliot Medal[англ.] НАН США (2004)
- Pioneer Award, Pan American Society for Evo-Devo (2015, первый удостоенный)
- Distinguished Career Award, подразделение геобиологии и геомикробиологии, Геологическое общество Америки (2015, вместе с супругой)